# Nicolas Le Phat Tan
 (juin 2025).
Motif : absence de sources secondaires centrées, pas d'oeuvre majeure : en l'état, hors critères généraux ou spécifiques
- Archive Wikiwix
- Bing
- Cairn
- DuckDuckGo
- E. Universalis
- Gallica
- Google
- G. Books
- G. News
- G. Scholar
- Persée
- Qwant
- (zh) Baidu
- (ru) Yandex
- (wd) trouver des œuvres sur Wikidata

| 1. | Préciser le motif de la pose du bandeau. | Précisez le motif de la pose du bandeau en utilisant la syntaxe suivante : {{admissibilité à vérifier\|date=juin 2025\|motif=remplacez ce texte par le motif}}                           |
| 2. | Informer les utilisateurs concernés.     | Pensez à avertir le créateur de l'article, par exemple, en insérant le code ci-dessous sur sa page de discussion : {{subst:avertissement admissibilité à vérifier\|Nicolas Le Phat Tan}} |

Nicolas Lê Phát Tân est un acteur, producteur de cinéma et réalisateur du cinéma français né le 24 janvier 1980 à Hô Chi Minh-Ville.

## Biographie
Né en 1980, il débute en tant qu'acteur au sein du collectif Kourtrajmé en 1997 avant de se tourner vers la production audiovisuelle et cinématographique. S'appuyant sur les nombreux talents du collectif, il produit de nombreux courts métrages, clips et publicités du collectif.

### Acteur
En 1997, il tourne dans les premiers courts métrages du réalisateur Kim Chapiron et notamment dans Tarubi, l'Arabe Strait (2000).
En 2005 il joue dans le long métrage Sheitan aux côtés de Vincent Cassel, Olivier Barthélémy, Ladj Ly et Leïla Bekhti et Roxane Mesquida. Il fut modèle pour Gianfranco Ferré et Smalto.

### Producteur
Il soutient dès 1995 les différents courts métrages du collectif artistique Kourtrajmé, puis débute en tant que producteur exécutif sur une série de courts métrages avec La Petite Reine pour la chaine TPS.
En 2005, après le premier long métrage de Kim Chapiron, il produit le documentaire choc sur les émeutes de 2005 en France : 365 jours à Clichy-Montfermeil (2007) de Ladj Ly.
Depuis on le retrouve sur tous les projets du collectif, comme Go Fast Connexion de Ladj Ly (2008) et Kourtrajmé Stories (2009).

## Filmographie

### Acteur
- 2000 : Tarubi, l'Arabe Strait de Kim Chapiron
- 2006 : Sheitan de Kim Chapiron : Thaï

### Producteurs

#### Documentaires
- 2007 : 365 jours à Clichy-Montfermeil de Ladj Ly
- 2008 : 365 Days in West Bank de Nicolas Le Phat Tan
- 2009 : Al Sanquur / Le Phoenix de Nicolas Le Phat Tan
- 2010 : Zydeco de Toumani Sangaré

#### Télévision
- 2005 : 2BN à Cannes - TPS / La Petite Reine
- 2007 : Night in Cannes - TPS

#### Courts métrages
- 2008 : Go Fast Connexion de Ladj Ly
- 2009 : Kourtrajmé Stories de Kourtrajmé
- 2011 : Wanted de Wahib Chehata

#### Publicités
- 2005 : Tchiiip de Toumani Sangaré & Ladj Ly
- 2006 : Marakani / Le Caddy de Toumani Sangaré & Ladj Ly - Max Havelaar
- 2009 : Mot à Maux de Matthieu Tribes - Lutte contre l'illettrisme
- 2010 : Nerf Battle de Matthieu Tribes - Hasbro
- 2011 : Shooting Les Petits Mouchoirs de Toumani Sangaré
- 2012 : Place au Respect de Wahib Chehata - PSG

#### Clips
- 2007 : France à Fric de Rockin Squat par Kim Chapiron & Toumani Sangaré
- 2007 : Qui Veut ? de Barge feat Gued1 par Toumani Sangaré
- 2008 : Herbal Tea de Maty Soul par Toumani Sangaré
- 2009 : Masta de Nouvel R par Toumani Sangaré
- 2010 : Une Prise de 113 par Wahib Chehata
- 2010 : L'Allumeur de Mèche de Sefyu par Wahib Chehata
- 2010 : J'te Parle de Sniper par Wahib Chehata
- 2010 : Opérationnel de Kenza Farah par Wahib Chehata
- 2010 : Crack Music de Kenza Farah par Wahib Chehata
- 2010 : Passe leur le Salem de La Fouine feat Rohff par Wahib Chehata
- 2011 : Avec le Sourire de L'Algérino par Wahib Chehata
- 2011 : Blues de la Tess de Sniper par Wahib Chehata
- 2011 : Skyzofrénésik de Derder par Toumani Sangaré
- 2011 : Mali Forever de Mokobé feat Salif Keïta par Toumani Sangaré
- 2011 : Bisou de Mokobé feat DJ Lewis par Toumani Sangaré
- 2011 : Fais Doucement de Rohff feat Zaho par Wahib Chehata
- 2011 : Aiguise Moi Ca de Zone libre feat Casey & B.James par Toumani Sangaré & Wahib Chehata
- 2012 : Validé de L'Algérino feat Roldan par Wahib Chehata
- 2012 : Bienvenue de 1995 par Wahib Chehata
- 2012 : Angst de The Toxic Avenger par Wahib Chehata
- 2012 : Ma Werss de Rohff par Wahib Chehata

#### Autres
- 2008 : Les Chiens d'la casse de Ladj Ly
- 2008 : Le Liévre, la lionne et le Chacal de Toumani Sangaré
- 2008 : A Cross the Univers de Romain Gavras (Montage)
- 2009 : Making-Off Eden à l'ouest de Costa Gavras (Montage)
- 2010 : Boxing de Romain Gavras (Montage)
- 2010 : Adidas All in de Romain Gavras (Montage)